# Antonov An-70
De Antonov An-70 is een viermotorig transportvliegtuig en 's werelds eerste grote vliegtuig met propfanmotoren.
Het is ontworpen door Antonovs ontwerpbureau in Oekraïne om de Antonov An-12 te vervangen.
De eerste vlucht was op 16 december 1994 in Kiev, Oekraïne.

## Ontwerp en ontwikkeling
Werk aan de An-70 begon vroeg in de jaren 80.